# Klaus Beckmann
Klaus Beckmann (ur. 11 sierpnia 1944 w Ennigloh (obecnie Bünde w powiecie Herford); zmarł 27 maja 1994 roku w Essen) – niemiecki polityk (FDP).
Od 1989 do 1992 był parlamentarnym sekretarzem stanu w Ministerstwie Gospodarki i Energetyki Niemiec.

## Wykształcenie i kariera zawodowa
Po maturze Beckmann poszedł na studia prawnicze w Kolonii. W 1964 roku był członkiem Corps Hansea Köln. Ukończył studia w 1970 z pierwszym i w 1974 z drugim egzaminem państwowym. Był więc zatrudniony najpierw do 1976 roku jako prelegent w Binnenschiffahrts-Berufsgenossenschaft w Duisburgu. W 1977 roku zamieszkał w Essen, gdzie pracował jako adwokat, m.in. dla Steag AG.

## Rodzina
Klaus Beckmann był żonaty i był ojcem trzech córek.

## Partia
Od 1966 roku był członkiem FDP. Od 1980 do 1992 był przewodniczącym powiatowego stowarzyszenia FDP Ruhr i należał także do krajowego związku FDP w Nadrenii Północnej-Westfalii.

## Poseł
Od 1975 do 1979 roku był przewodniczącym FDP w radzie miasta Essen.
Od 1980 do swojej śmierci Beckmann był członkiem Niemieckiego Bundestagu. Był tam od 1983 do 1989 roku prezesem frakcji FDP.

## Urząd publiczny
W lipcu 1989 roku Klaus Beckmann został powołany, jako parlamentarny sekretarz stanu Ministerstwa Gospodarki i Energetyki Niemiec, do rządu federalnego Niemiec pod przewodnictwem kanclerza Helmuta Kohla. Z powodu ciężkiej choroby we wrześniu 1992 musiał jednak odejść ze stanowiska.

## Nagrody
- 1989: Order Zasługi Republiki Federalnej Niemiec 1. Klasa
- 1990: Odznaka Honorowa za Zasługi dla Republiki Austrii[2]

## Biografia
- Friedemann Ey: Im Memoriam Klaus Beckmann MdB. In: Der Corpsstudent 4/94, S. 236
- Rudolf Vierhaus und Ludolf Herbst (Hrsg.): Biographisches Handbuch der Mitglieder des Deutschen Bundestages 1949–2002. Band 1, A–M, Saur, München 2002, ISBN 3-598-23781-2, S. 51